# Evan Roe
Evan Christopher Roe (* 9. Februar 2000 in Seattle, Washington) ist ein US-amerikanischer Schauspieler und Musicaldarsteller.

## Leben
Roe wurde am 9. Februar 2000 in Seattle geboren und verbrachte dort mit seinem jüngeren Bruder die ersten Lebensjahre. Die Familie zog nach San Marcos in den US-Bundesstaat Kalifornien, als er vier Jahre alt war. Er begann in einem Musicaltheater in San Diego mit dem Schauspiel. 2012 gab er sein Fernsehdebüt in einer Episode der Fernsehserie Jessie. 2014 folgten Episodenrollen in den Fernsehserien Sam & Cat und Saint George, ehe er ab demselben Jahr bis 2019 in insgesamt 114 Episoden der Fernsehserie Madam Secretary die Rolle des Jason McCord übernahm. 2016 übernahm er die Rolle des Bryce in dem Familienfilm Superkids. 2019 hatte er eine Nebenrolle in Selah and the Spades.

## Filmografie
- 2012: Jessie (Fernsehserie, Episode 2x03)
- 2014: Sam & Cat (Fernsehserie, Episode 1x27)
- 2014: Saint George (Fernsehserie, Episode 1x02)
- 2014–2019: Madam Secretary (Fernsehserie, 114 Episoden)
- 2016: Superkids (Time Toys)
- 2019: Selah and the Spades
- 2024: Ein ganzer Kerl (A Man in Full, Fernsehserie, 6 Episoden)